# Josef Oefele
Josef Oefele (* 7. Juni 1961) ist ein deutscher Langstreckenläufer.
Sein größter Erfolg ist der Sieg beim Rotkreuz-Marathon Karlsruhe 1990, durch den er zugleich Deutscher Meister im Marathonlauf wurde. 
1994 holte er sich, in der Klasse M30 startend, den Titel bei der auf der Strecke der Bertlicher Straßenläufe ausgetragenen deutschen Seniorenmeisterschaft im Halbmarathon.
Josef Oefele startete zunächst für das LAC München und von 1994 bis 1996 für die LG Regensburg. Danach wechselte er zum  LC Aichach, für den er bis heute erfolgreich an Seniorenmeisterschaften und regionalen Volksläufen teilnimmt.

## Persönliche Bestzeiten
- 3000 m: 8:02,86 min, 15. Juni 1988, Schwechat
- 5000 m: 13:53,09 min, 1. Juni 1988, Koblenz
- Halbmarathon: 1:07:08 h, 15. Mai 1994, Herten-Bertlich
- Marathon: 2:16:54 h, 7. Oktober 1990, Karlsruhe